# Орехозеро
Орехозеро — озеро на территории Чёбинского сельского поселения Медвежьегорского района Республики Карелии.

## Общие сведения
Площадь озера — 3,9 км², площадь водосборного бассейна — 21,8 км². Располагается на высоте 164,5 метров над уровнем моря.
Форма озера продолговатая: оно вытянуто с северо-запада на юго-восток. Берега изрезанные, каменисто-песчаные, местами заболоченные.
Через озеро протекает река Мельничья, впадающая в Семчозеро, через которое протекает река Поруста, впадающая в озеро Селецкое, откуда берёт начало река Лужма, впадающая в Сегозеро.
Ближе к южной оконечности озера расположен один относительно крупный (по масштабам водоёма) остров без названия.
С востока к озеру проходит просёлочная дорога.
Код объекта в государственном водном реестре — 02020001111102000007086.